# Distinguished Service Cross (Groot-Brittannië)
Het Distinguished Service Cross is een Britse onderscheiding voor marine-personeel.
Sinds 1901 verleent de Britse Koning als onderscheiding voor dappere en verdienstelijke daden het Conspicuous Service Cross aan Lieutenant Commanders (vergelijkbaar met Luitenant ter zee der eerste klasse) en lagere officieren van zijn marine, marineluchtvaartdienst, luchtmacht voor zover zij op zee dienstdoen en vrouwelijke officieren van de marine. Ook officieren van de handelsvloot komen voor deze onderscheiding in aanmerking.
Deze onderscheiding werd ingesteld op advies van de admiraliteit waar men er op wees dat een benoeming tot Companion in de Orde van het Bad alleen voor commandeurs en kapiteins ter Zee Ie Klasse was weggelegd. Dat liet een gat in het militaire decoratiestelsel want lagere maar leidinggevende officieren konden niet passend worden onderscheiden.
Het Conspicuous Service Cross werd in 1914 omgedoopt tot Distinguished Service Cross.
De onderscheiding wordt verleend wanneer een Distinguished Service Order niet kan worden toegekend. De te decoreren officier moet in een dagorder eervol zijn genoemd.
De dragers plaatsen de letters "D.S.C." achter hun naam. Voor het eerdere Conspicuous Service Cross was dat uiteraard "C.S.C.".
In het conflict om de Falkland Eilanden werd het Distinguished Service Cross achtentwintig maal verleend, waarvan viermaal postuum.

## Dragers van de onderscheiding
- Hans Larive, DSC op 8 september 1942[1] en Gesp op 27 januari 1944[1]
- Hendrik Albert Nicolaas Andries van Adrichem Boogaert, DSC op 9 juli 1942[1]
- Piet de Jong, DSC in 1948[1]
- G.J. Zegers de Beijl, DSC in 1945[1]